# Эмблема Вооружённых сил Российской Федерации

Эмблема ВС России, с 27 января 1997 года

Эмблема Вооруженных сил Российской Федерации — изображение золотого двуглавого орла с распростёртыми крыльями, держащего в правой лапе меч, а в левой — дубовый венок. На груди орла расположен щит, увенчанный короной. На щите на красном поле — всадник, поражающий копьем дракона.
Военный геральдический знак — эмблема Вооруженных сил Российской Федерации (далее именуется — эмблема) является знаком, устанавливающим принадлежность военнослужащих, а также вооружения, военной техники и другого имущества к Вооруженным силам Российской Федерации.
Эмблема может служить основой создания эмблем видов Вооруженных сил Российской Федерации, территориальных командований Вооруженных сил Российской Федерации, функциональных командований Вооруженных сил Российской Федерации, родов войск (служб).
Эмблема помещается на бланках приказов и директив Министра обороны Российской Федерации и его заместителей, угловых штампах или бланках с угловыми штампами органов военного управления, объединений, соединений, воинских частей, предприятий, учреждений, организаций, военных академий, университетов, институтов и училищ Министерства обороны Российской Федерации.
Эмблема изображается на вооружении и военной технике в качестве опознавательного знака государственной принадлежности.
Эмблема помещается в кабинете Министра обороны Российской Федерации, в зале Коллегии Министерства обороны Российской Федерации, а также изображается на штандарте (флаге) Министра обороны Российской Федерации в порядке, определяемом Министром обороны Российской Федерации.
Изображение эмблемы помещается в порядке, определяемом Министром обороны Российской Федерации, на:
1. боевых знаменах (штандартах) воинских частей;
2. флагах (знаменных флагах) и вымпелах кораблей и судов Военно-Морского Флота;
3. флагах видов Вооруженных сил Российской Федерации;
4. флагах (штандартах) должностных лиц Министерства обороны Российской Федерации;
5. знаках отличия и знаках различия военнослужащих Вооруженных сил Российской Федерации;
6. наградном оружии.

Изображение эмблемы допускается на:
1. печатной продукции, издаваемой Министерством обороны Российской Федерации, а также выпускаемых Министерством обороны Российской Федерации кино-, видео- и фотоматериалах;
2. рекламно-информационной и сувенирной продукции (проспекты, буклеты, календари, значки, вымпелы, флажки, часы, аппликации, посуда, закрепки для галстуков, медальоны, канцелярские принадлежности и другие изделия), изготавливаемой по заказам Министерства обороны Российской Федерации.